# Vakasalewalewa
Les Vakasalewalewa sont des personnes des Fidji, assignées hommes à la naissance mais ayant une expression de genre féminine. Aux Fidji, cette identité correspond à un troisième genre traditionnel et culturellement spécifique au pays,,,,,.

## Étymologie
Ce terme vient du fidjien et se traduit par "agir à la manière d'une femme", en connotant un modèle culturel traditionnel. Un terme moderne connexe est qauri, employé comme description collective de toutes les personnes assignées homme non hétéronormatif aux Fidji. Un autre terme connexe est viavialewa, qui se traduit par "vouloir être une femme".
Le terme Vakasalewalewa est inclus dans l'acronyme MVPFAFF (mahu, vakasalewalewa, palopa, fa'afafine, 'akava'ine, fakaleiti ou leiti et fakafifine), créé par Phylesha Brown-Actin, pour « améliorer la sensibilisation à la diversité des genres du Pacifique en plus du terme LGBTQI»

## Histoire et culture
Les documents historiques coloniaux ne mentionnent pas le rôle des vakasalewalewa dans la société fidjienne. Cependant, comme beaucoup d'autres identités de genre en Océanie, comme akava'ine aux îles Cook ou fa'afafine aux Samoa, ces identités existaient et étaient valorisées dans les Fidji pré-modernes,. Shaneel Lal, qui milite pour les droits des indigènes, soutient qu'avant la colonisation, les vakasalewalewa faisaient partie intégrante de la société fidjienne indigène. Lal affirme en outre que la colonisation a dépouillé les Fidjiens de leurs riches identités queer et les a conditionnés à l'homophobie, la transphobie et la queerphobie
Selon Joey Joleen Mataele, militante, beaucoup de vakasalewalewa travaillent dans les industries hôtelières

## Vakasalewalewa notables
- Kalalisito Biaukula, qui milite pour les droits de l'Homme [13]
- Shaneel Lal, qui milite pour les personnes LGBT+ et les personnes autochtones[14]